# کارلیای جنوبی

موقعیت کارلیای جنوبی در فنلاند

کارلیای جنوبی (فنلاندی: Etelä-Karjala; سوئدی: Södra Karelen) یکی از منطقه‌های فنلاند است که هم‌مرز با منطقه‌های کیمنلاکسو، ساوونیای جنوبی و کارلیای شمالی است. این منطقه همچنین با روسیه مرز مشترک دارد.